# Junhac
Junhac ist eine französische Gemeinde mit 288 Einwohnern (Stand: 1. Januar 2022) im Département Cantal in der Region Auvergne-Rhône-Alpes; sie gehört zum Arrondissement Aurillac und zum Kanton Arpajon-sur-Cère.

## Geographie
Junhac liegt etwa 23 Kilometer südlich von Aurillac am Flüsschen Auze. Umgeben wird Junhac von den Nachbargemeinden Sansac-Veinazès im Norden, Labesserette im Norden und Nordosten, Montsalvy im Osten, Vieillevie im Süden, Cassaniouze im Südwesten und Westen sowie Sénezergues im Westen und Nordwesten.

## Bevölkerungsentwicklung
| Jahr                       | 1962 | 1968 | 1975 | 1982 | 1990 | 1999 | 2006 | 2019 |
| Einwohner                  | 582  | 510  | 467  | 440  | 381  | 332  | 333  | 297  |
| Quellen: Cassini und INSEE |      |      |      |      |      |      |      |      |